# نانسی آگوستنیاک گوفی
نانسی آگوستنیاک گوفی (انگلیسی: Nancy Augustyniak Goffi؛ زادهٔ ۱ فوریهٔ ۱۹۷۹) بازیکن فوتبال اهل ایالات متحده آمریکا است.
از باشگاه‌هایی که در آن بازی کرده‌است می‌توان به بوستون بریکرز، باشگاه فوتبال زنان وولفسبورگ، باشگاه فوتبال ۱.اف‌اف‌سی توربین پوتسدام، استاتینا آی اف، و باشگاه فوتبال وولفسبورگ اشاره کرد.